# Phthiracarus reductus
Phthiracarus reductus är en kvalsterart som beskrevs av Wojciech Niedbała 1998. Phthiracarus reductus ingår i släktet Phthiracarus och familjen Phthiracaridae. Inga underarter finns listade i Catalogue of Life.